# Ousmane Dembélé
Masour Ousmane Dembélé (Vernon, 15 mei 1997) is een Franse voetballer die doorgaans als vleugelspeler speelt. Hij verruilde FC Barcelona in augustus 2023 voor Paris Saint-Germain. Dembélé maakte in 2016 zijn debuut in het Frans voetbalelftal.

## Carrière

### Beginjaren

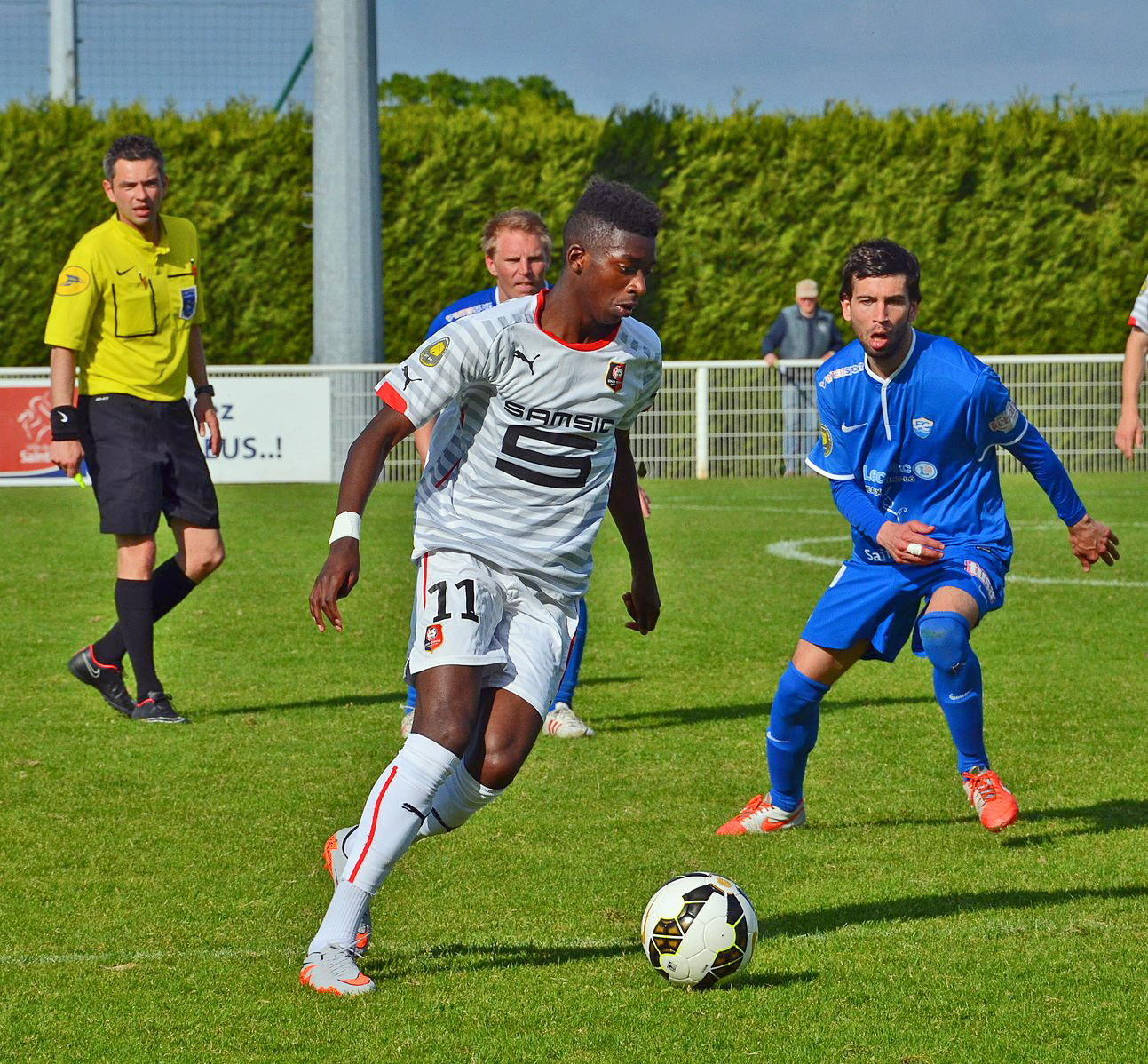
Ousmane Dembélé in de CFA2 tijdens het seizoen 2014/15.

Dembélé werd geboren in Vernon als zoon van een Malinese vader en een Senegalees-Mauritaanse moeder. Hij groeide op in de naburige stad Évreux. Hij begon in oktober 2004 met voetballen bij de plaatselijke amateurclub ALM Évreux. Na vijf seizoenen werd dat Evreux FC 27, een club die ontstond na een fusie tussen ALM Évreux en Évreux AC. Dembélé werd in 2010, op dertienjarige leeftijd, gescout door Stade Rennais, dat hem vervolgens opnam in de jeugdopleiding.
Dembélé speelde vijf jaar in de jeugdopleiding van de Franse profclub. Door zijn goede spel werd hij door de jaren heen geselecteerd voor verschillende Franse nationale jeugdelftallen. Hij debuteerde in september 2013 in Frankrijk onder 17 in twee vriendschappelijke duels tegen Oekraïne. Dembélé maakte vier doelpunten voor Frankrijk –17 in het seizoen 2013/14, maar het lukte zijn teamgenoten en hem niet om zich te plaatsen voor het EK. Hij kwam in het seizoen 2014/15 vijfmaal uit voor Frankrijk onder 18.
Dembélé was in die tijd met Rennais wel succesvol in de Coupe Gambardella. Hij was trefzeker tegen Vertou in de eerste ronde en tegen Auxerre in de kwartfinale. In de halve finale bleek Olympique Lyonnais te sterk. Dembélé brak dat seizoen ook door in het tweede elftal van Stade Rennais, op dat moment uitkomend in groep A van de CFA 2. Hij maakte 13 doelpunten in 18 wedstrijden voor dit team en werd aan het einde van het seizoen door de trainers van de tegenstanders verkozen tot beste speler.

### Doorbraak in het profvoetbal

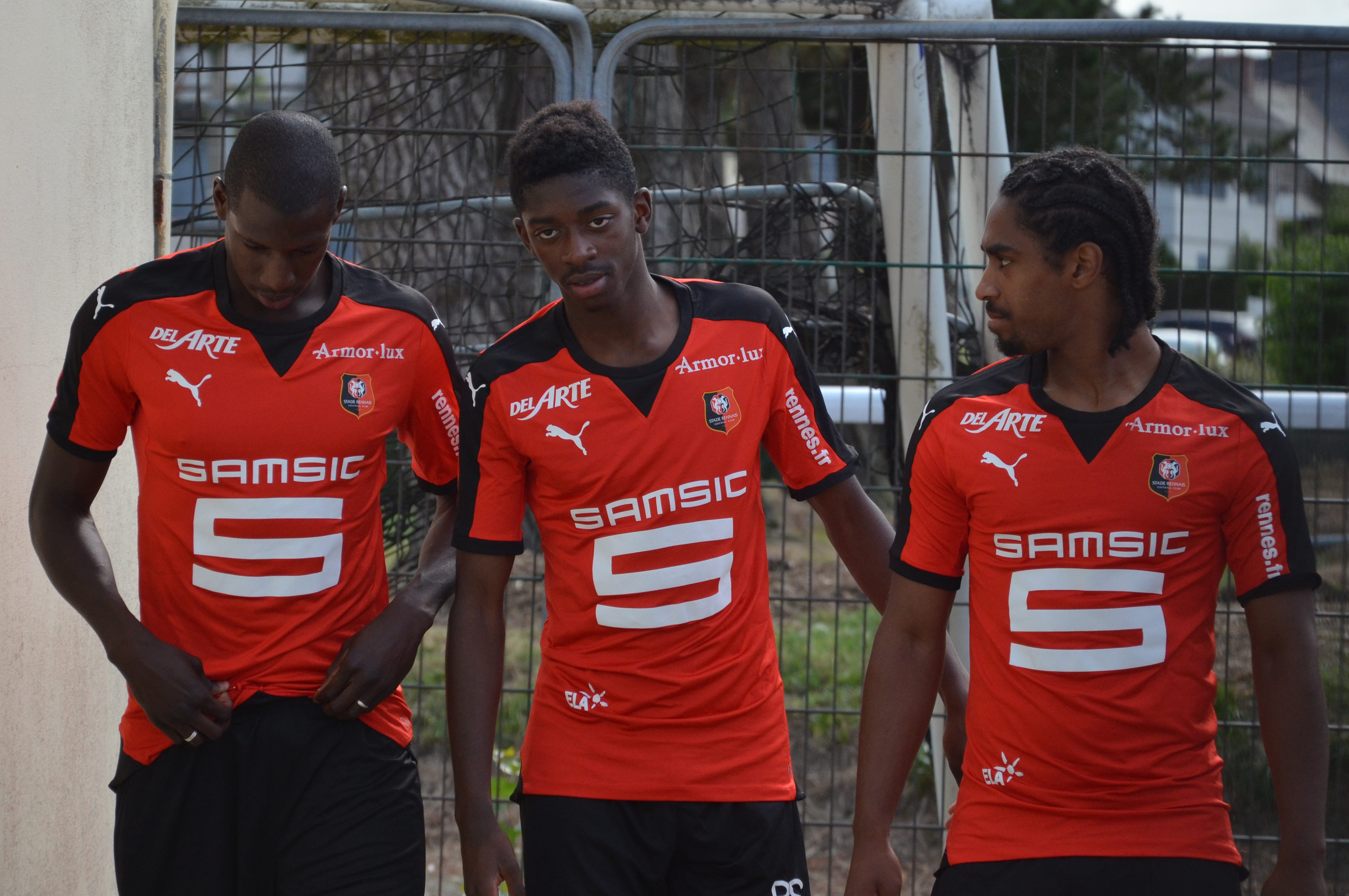
Ousmane Dembélé (midden) met Abdoulaye Doucouré (links) en Wesley Saïd (rechts)

Dembelé werd in het seizoen 2015/16 bij de selectie van het eerste team van Rennais gehaald. Hij tekende op 1 oktober 2015 zijn eerste profcontract, dat hem tot medio 2018 aan de club verbond. Op 6 november 2015 zat hij voor het eerst bij de wedstrijdselectie, voor een duel tegen Angers. Dembélé maakte die dag vier minuten voor tijd zijn debuut in het betaalde voetbal. Twee weken later scoorde hij voor het eerst voor het eerste elftal, in een wedstrijd tegen Bordeaux (2-2). Hij werd al snel een vaste waarde in het elftal van Philippe Montanier. Dembelé maakte op 6 maart 2016 voor het eerst een hattrick, tijdens een 4–1-overwinning op Nantes in de Derby de la Bretagne.
Zijn prestaties bleven niet onopgemerkt bij Pierre Mankowski, trainer van Jong Frankrijk. Hij selecteerde hem in maart 2016 voor twee kwalificatiewedstrijden voor het EK –21 van 2017. Dembélé maakte op 24 maart 2016 zijn debuut, in Stade Raymond-Kopa tegen Jong Schotland. Na tweemaal trefzeker te zijn geweest tegen Reims, werd hij in maart 2016 verkozen tot beste Ligue 1-speler van de maand. Aan het einde van het seizoen 2015/16 werd hij verkozen tot talent van het jaar van de Ligue 1. Hij kwam in zijn eerste seizoen tot 12 doelpunten in 26 competitieduels.

### Transfer naar Borussia Dortmund en debuut Frans voetbalelftal

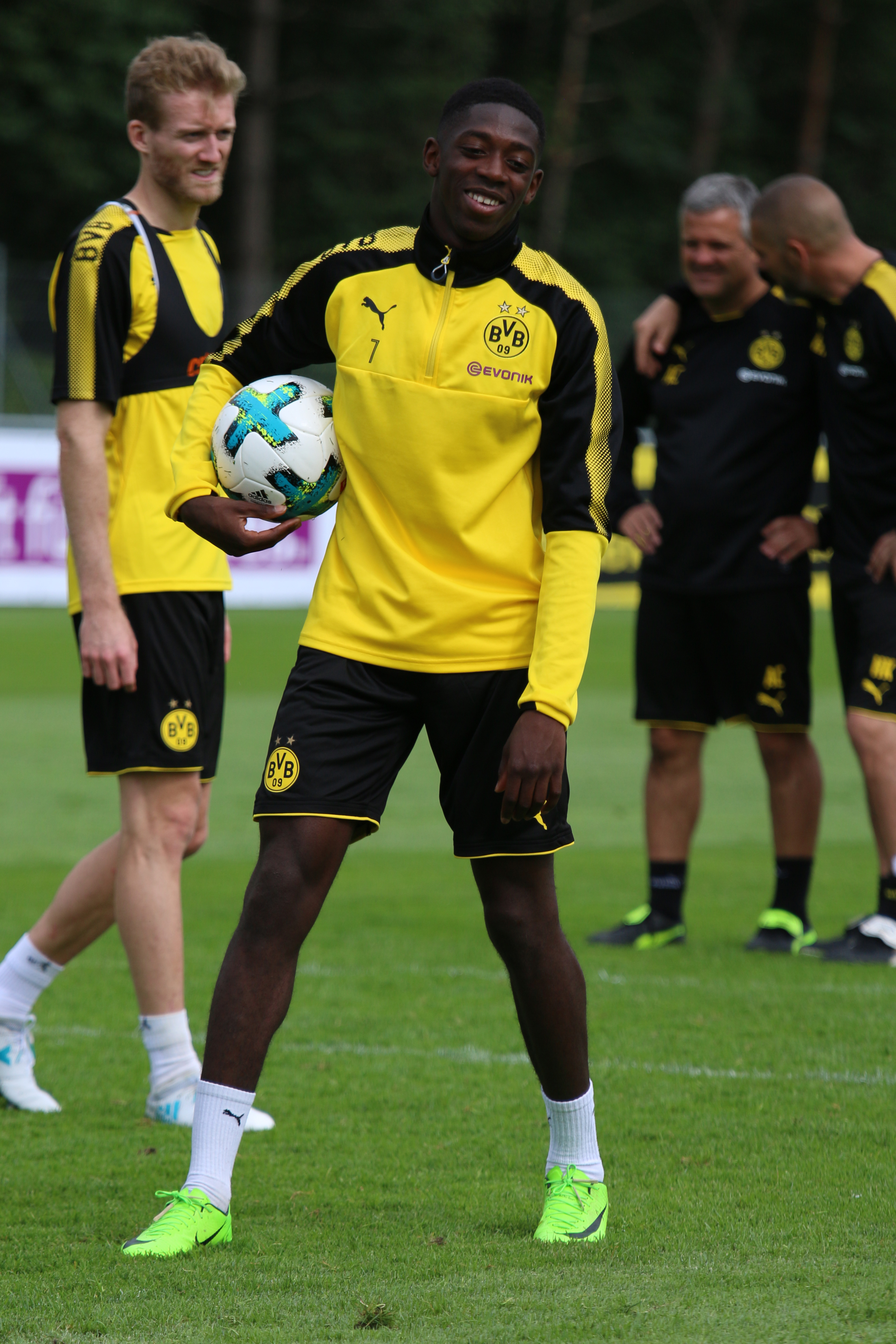
Dembélé op de training van Dortmund in juni 2017

Dembelé tekende op 12 mei 2016 een contract waarmee hij zich van 1 juli 2016 tot medio 2021 verbond aan Borussia Dortmund, de nummer twee van de Bundesliga in het voorgaande seizoen. Dat betaalde circa 5 miljoen euro voor hem. Op 4 juli 2016 trainde hij voor het eerst mee met het Duitse team. Dembélé maakte anderhalve maand later zijn officiële debuut voor Borussia Dortmund, in de wedstrijd om de Duitse supercup tegen Bayern München (0−2 verlies). Hij mocht van trainer Thomas Tuchel in de basis starten en werd na 68 minuten gewisseld voor André Schürrle. Op 27 augustus 2016 volgde zijn debuut in de Bundesliga, tegen FSV Mainz 05.
Op 28 augustus 2016 riep bondscoach Didier Deschamps Dembélé, Geoffrey Kondogbia en Kévin Gameiro op voor het Frans voetbalelftal als vervangers voor de geblesseerde spelers Nabil Fekir, Yohan Cabaye en Alexandre Lacazette voor een oefeninterland tegen Italië en een WK-kwalificatiewedstrijd tegen Wit-Rusland. Dembélé debuteerde op 1 september als international, toen hij tijdens de wedstrijd tegen tegen Italië na 63 minuten spelen Antoine Griezmann verving. Hij speelde in de wedstrijd tegen Wit-Rusland de laatste 20 minuten mee. Dembelé maakte op 13 juni 2017 zijn eerste interlanddoelpunt, in een met 3–2 gewonnen oefeninterland tegen Engeland.
Dembélé won in zijn eerste seizoen bij Borussia Dortmund samen met zijn ploeggenoten de DFB-Pokal 2016/17. Hij maakte tijdens dat toernooi het winnende doelpunt in de halve finale tegen Bayern München (2–3) en het openingsdoelpunt in de finale tegen Eintracht Frankfurt (1–2). Hij speelde dat jaar ook 32 competitieronden (waarin hij zes keer doel trof) en zijn eerste wedstrijden in de Champions League. Dembelé haalde hierin de kwartfinale met de Duitse club.

### FC Barcelona
Dembélé tekende in augustus 2017 een contract tot medio 2022 bij FC Barcelona. De Spaanse club betaalde circa € 105 miljoen voor hem aan Borussia Dortmund. Dat kreeg daarbij tot € 42 miljoen in het vooruitzicht aan eventuele bonussen. Dembélé ging daarmee de boeken in als de op-een-na duurste speler ooit. Hij kreeg rugnummer 11 toegewezen, het oude rugnummer van Neymar. Dembélé werd op 28 augustus 2017 voor het oog van 18.000 fans gepresenteerd in Camp Nou.
Dembélé maakte op 9 september 2017 zijn debuut voor FC Barcelona, in een competitiewedstrijd tegen Espanyol. Hij verving na 68 minuten spelen Gerard Deulofeu en gaf in de slotminuut een assist op Luis Suárez, die de 5-0 eindstand op het scorebord zette. Een week later liep hij in een wedstrijd tegen Getafe een hamstringblessure op, die hem voor de rest van het kalenderjaar aan de kant hield. Dat was niet de laatste keer dat fysieke problemen Dembélé het spelen onmogelijk maakten. Door een uiteenlopende reeks aan blessures was hij in seizoen 2018/19 bijna drie maanden, in 2019/20 bijna tien maanden, in 2021/22 ruim vijf maanden en in 2022/23 bijna drie maanden niet inzetbaar voor FC Barcelona. Door zijn blessureleed liep Borussia Dortmund een bonus van 5 miljoen mis. Onder trainer Ronald Koeman speelde Dembélé in 2020/21 zijn hoogste aantal wedstrijden, hoofdzakelijk als basisspeler. Zo raakte Dembelé tijdens het EK van 2020 (vanwege de coronapandemie gespeeld in 2021) geblesseerd. Hij maakte in november 2021 zijn rentree, maar raakte daarna weer geblesseerd. Dit was zijn twaalfde blessure in zijn periode bij Barcelona. Toen duidelijk werd dat Dembélé zijn contract, dat medio 2022 zou aflopen, niet wilde verlengen, werd hij teruggeplaatst naar de B-kern. FC Barcelona wilde hem in de winter van 2022 verkopen, zonder resultaat. 
De komst van Xavi Hernández als nieuwe coach van FC Barcelona in november 2021 zorgde voor een omslag. Dembélé leverde weer en begon de vorm die hij had bij Borussia Dortmund weer te vertonen. Hij verlengde in juli alsnog zijn contract bij de Catalanen tot en met 30 juni 2024. Even later kreeg hij rugnummer 7 toegewezen, wat voor die tijd toebehoorde aan de naar Atlético Madrid vertrokken Antoine Griezmann. Dembelé werd in 2022/23 voor het eerst in vier jaar (en voor de derde keer in totaal) Spaans landskampioen met FC Barcelona.

### Paris Saint-Germain
Dembélé tekende op 12 augustus 2023 een contract voor vijf jaar bij Paris Saint-Germain. Dat betaalde circa 50 miljoen euro voor hem aan FC Barcelona. Dembelé zou bij 'PSG' in eerste instantie gaan spelen met rugnummer 23, maar toen Neymar een paar dagen later vertrok nam hij - net als eerder bij FC Barcelona - diens rugmummer over. Dat ging deze keer om nummer 10.
In het seizoen 2024/25 beleefde hij een opleving in zijn carrière, met 33 doelpunten en 15 assists in 49 wedstrijden, waarmee PSG een continentale treble won. Hij werd uitgeroepen tot Ligue 1 Speler van het Jaar en UEFA Champions League Speler van het Seizoen, en eindigde als topscorer van de Ligue 1.

## Clubstatistieken
| Seizoen | Club                | Competitie       | Competitie | Competitie | Competitie | Beker | Beker | Beker | Internationaal | Internationaal | Internationaal | Supercup | Supercup | Supercup | Totaal | Totaal | Totaal |
| Seizoen | Club                | Competitie       | Wed.       | Dlp.       | Ass.       | Wed.  | Dlp.  | Ass.  | Wed.           | Dlp.           | Ass.           | Wed.     | Ass.     | Dlp.     | Wed.   | Dlp.   | Ass.   |
| ------- | ------------------- | ---------------- | ---------- | ---------- | ---------- | ----- | ----- | ----- | -------------- | -------------- | -------------- | -------- | -------- | -------- | ------ | ------ | ------ |
| 2015/16 | Stade Rennais       | Ligue 1          | 26         | 12         | 5          | 3     | 0     | 0     | —              | —              | —              | —        | —        | —        | 29     | 12     | 5      |
| 2016/17 | Borussia Dortmund   | Bundesliga       | 32         | 6          | 13         | 6     | 2     | 2     | 10             | 2              | 6              | 1        | 0        | 0        | 49     | 10     | 21     |
| 2017/18 | Borussia Dortmund   | Bundesliga       | 0          | 0          | 0          | 0     | 0     | 0     | 0              | 0              | 0              | 1        | 0        | 1        | 1      | 0      | 1      |
| 2017/18 | FC Barcelona        | Primera División | 17         | 3          | 7          | 3     | 0     | 1     | 3              | 1              | 0              | —        | —        | —        | 23     | 4      | 8      |
| 2018/19 | FC Barcelona        | Primera División | 29         | 8          | 4          | 4     | 2     | 3     | 8              | 3              | 1              | 1        | 1        | 0        | 42     | 14     | 8      |
| 2019/20 | FC Barcelona        | Primera División | 5          | 1          | 0          | 0     | 0     | 0     | 4              | 0              | 0              | —        | —        | —        | 9      | 1      | 0      |
| 2020/21 | FC Barcelona        | Primera División | 30         | 6          | 3          | 6     | 2     | 0     | 6              | 3              | 2              | 2        | 0        | 0        | 44     | 11     | 5      |
| 2021/22 | FC Barcelona        | Primera División | 21         | 1          | 13         | 1     | 1     | 0     | 9              | 0              | 0              | 1        | 0        | 0        | 32     | 2      | 13     |
| 2022/23 | FC Barcelona        | Primera División | 25         | 5          | 7          | 2     | 2     | 0     | 6              | 1              | 2              | 2        | 0        | 0        | 35     | 8      | 9      |
| 2023/24 | Paris Saint-Germain | Ligue 1          | 26         | 3          | 8          | 4     | 1     | 2     | 11             | 2              | 1              | 1        | 0        | 1        | 42     | 6      | 12     |
| 2024/25 | Paris Saint-Germain | Ligue 1          | 19         | 16         | 5          | 1     | 0     | 0     | 7              | 6              | 1              | 1        | 1        | 0        | 28     | 23     | 6      |
| Totaal  | Totaal              | Totaal           | 219        | 60         | 65         | 29    | 9     | 8     | 55             | 18             | 13             | 9        | 2        | 2        | 302    | 89     | 88     |

Bijgewerkt op 12 februari 2025.

## Interlandloopbaan
Dembélé debuteerde in 2016 in een oefenduel voor de nationale ploeg van Frankrijk. Dembélé behoorde tot de definitieve selectie van de Fransen voor het WK van 2018 in Rusland. Hij speelde vier wedstrijden op het WK. In de gewonnen finale tegen Kroatië kwam hij niet in actie.
Dembélé werd in 2021 geselecteerd voor het EK 2020. Hij raakte tijdens de groepsfase geblesseerd en moest het EK vroegtijdig verlaten.
Dembélé werd in 2022 geselecteerd voor het WK 2022 in Qatar. Met Frankrijk bereikte en speelde hij de finale. Tijdens de finale veroorzaakte hij een strafschop en werd hij voor de rust gewisseld. Hij werd op 16 mei 2024 door Didier Deschamps opgenomen in de Franse selectie voor het EK 2024 in Duitsland. Frankrijk overleefde een groep met Oostenrijk, Nederland en Polen en schakelde vervolgens België en Portugal uit, maar verloor in de halve finales met 2–1 van Spanje. Dembélé kwam op het toernooi enkel in de achtste finale tegen België niet in actie.

## Erelijst
| Competitie            | Aantal            | Jaren                     |
| Borussia Dortmund     | Borussia Dortmund | Borussia Dortmund         |
| --------------------- | ----------------- | ------------------------- |
| DFB-Pokal             | 1x                | 2016/17                   |
| FC Barcelona          |                   |                           |
| Primera División      | 3x                | 2017/18, 2018/19, 2022/23 |
| Copa del Rey          | 2x                | 2017/18, 2020/21          |
| Supercopa de España   | 2x                | 2018, 2023                |
| Paris Saint-Germain   |                   |                           |
| Ligue 1               | 2x                | 2023/24, 2024/25          |
| Coupe de France       | 1x                | 2023/24                   |
| Trophée des Champions | 2x                | 2023, 2024                |
| UEFA Champions League | 1x                | 2024/25                   |

| Competitie | Winnaar   | Winnaar   | Runner-up | Runner-up | Derde     | Derde     |
| Competitie | Aantal    | Jaren     | Aantal    | Jaren     | Aantal    | Jaren     |
| Frankrijk  | Frankrijk | Frankrijk | Frankrijk | Frankrijk | Frankrijk | Frankrijk |
| ---------- | --------- | --------- | --------- | --------- | --------- | --------- |
| WK         | 1x        | 2018      | 1x        | 2022      |           |           |